# Kulistka pełna
Kulistka pełna (Protoblastenia calva (Dicks.) Zahlbr.) – gatunek grzybów z rodziny łuszczakowatych (Psoraceae). Ze względu na symbiozę z glonami zaliczany jest do porostów.

## Systematyka i nazewnictwo
Pozycja w klasyfikacji według Index Fungorum: Protoblastenia, Psoraceae, Lecanorales, Lecanoromycetidae, Lecanoromycetes, Pezizomycotina, Ascomycota, Fungi.
Po raz pierwszy takson ten zdiagnozował w 1790 r. James Dickson, nadając mu nazwę Lichen calvus (porost skalny). Później przez różnych mykologów zaliczany był do różnych rodzajów. Obecną, uznaną przez Index Fungorum nazwę nadał mu w 1911 r. Alexander Zahlbruckner, przenosząc go do nowo utworzonego rodzaju Protoblastenia.
Synonimy nazwy naukowej:

- Blastenia rupestris var. calva (Dicks.) Lettau 1912
- Callopisma rupestre var. calvum (Dicks.) Walt. Watson 1930
- Caloplaca calva (Dicks.) Kieff. 1895
- Lecanora calva (Dicks.) Nyl. 1861
- Lecidea calva (Dicks.) Nyl. 1884
- Lecidea calva (Dicks.) Nyl. 1884 f. calva
- Lichen calvus Dicks. 1790
- Placodium rupestre var. calvum (Dicks.) A.L. Sm. 1918
- Protoblastenia rupestris var. calva (Dicks.) J. Steiner 1915

Nazwa polska według W. Fałtynowicza.

## Morfologia
Endolit. Plecha skorupiasta, niepozorna, częściowo lub całkowicie zanurzona w podłożu, ciągła lub popękana. Jej górna powierzchnia ma barwę białawą, białoszarą lub szarą. Zazwyczaj dość licznie występują siedzące na wytrawionych w skale wgłębieniach apotecja. Mają średnicę 0,6–2 mm, barwę od żółtopomarańczowej przez czerwoną do brązowej, kształt lekko wypukły, wypukły, półkulisty lub kulisty. Brzeżek plechowy zanikający, o barwie żółtej, żółtopomarańczowej. Zarodniki elipsoidalne, o rozmiarach 8–10 × 12,9–13,5 (15) × 5–8 μm, bez przegród, bezbarwne. Fotobionty występują tylko w cefalodiach. Mazaedium brązowe, płowe, cynamonowe.

## Występowanie i siedlisko
Kulistka pełna występuje tylko na półkuli północnej w Ameryce Północnej i Eurazji. W Ameryce Północnej występuje wyłącznie na Alasce, w Azji jest szeroko rozprzestrzeniona, ale tylko na północnych obszarach Rosji. Najliczniejsze stanowiska tego gatunku podano w Europie, na północy sięga tutaj po północne wybrzeża Grenlandii i archipelag Svalbard. W piśmiennictwie naukowym w latach 1958–2003 na terenie Polski znany był tylko z kilku stanowisk w Pieninach, Tatrach i na Wyżynie Krakowsko-Częstochowskiej. Podane w 1879 r. przez Steina stanowisko w Sudetach wymaga potwierdzenia. W Polsce jest gatunkiem rzadkim. Znajduje się na Czerwonej liście roślin i grzybów Polski. Ma status DD – gatunek, co do którego brak informacji, aby określić stopień zagrożenia wymarciem.
Rozwija się na skałach, zarówno krzemianowych, jak i wapiennych